# Kulik (Pisz)
Kulik [ˈkulik] (deutsch Kullik) ist ein kleiner Ort in der polnischen Woiwodschaft Ermland-Masuren, der zur Gmina Pisz (Stadt- und Landgemeinde Johannisburg) im Powiat Piski (Kreis Johannisburg) gehört.

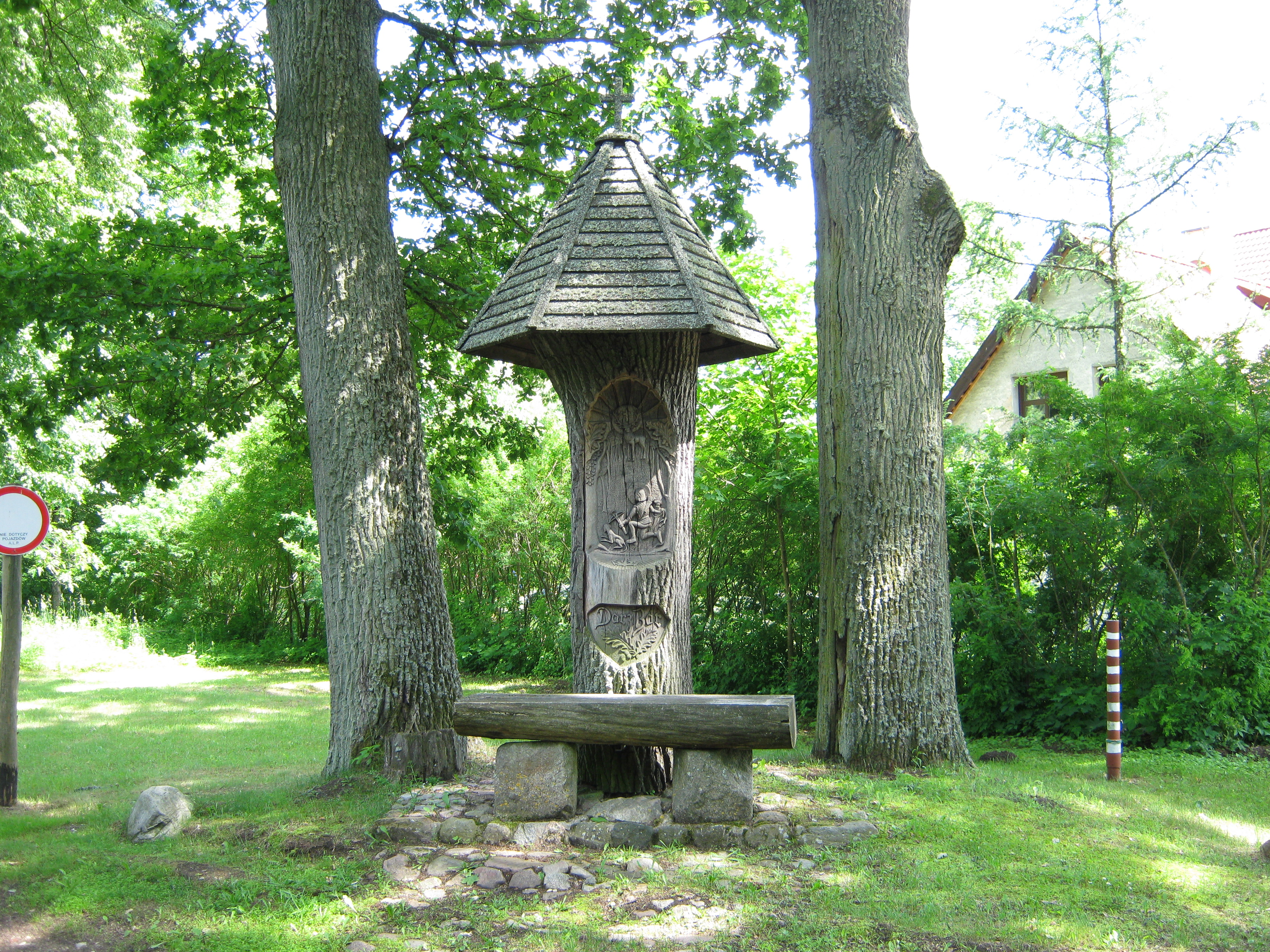

## Geographische Lage
Der Weiler (polnisch Osada) liegt fünfhundert Meter südwestlich des Vorderpogauer Sees (polnisch Jezioro Pogubie Wielkie) im südlichen Osten der Woiwodschaft Ermland-Masuren, zehn Kilometer südwestlich der Kreisstadt Pisz (deutsch Johannisburg).

## Geschichte
Der kleine und später durch Forstamt und Oberförsterei bedeutende Ort hieß vor 1785 Kully, nach 1785 Kullick und bis 1945 Kullik. Der „Gutsbezirk Oberförsterei Kullik“ soll am 1. Juli 1869 gegründet worden sein.
Der Ort wurde am 8. April 1874 Amtsdorf und namensgebend für einen Amtsbezirk, der bis 1945 bestand und zum Kreis Johannisburg im Regierungsbezirk Gumbinnen (ab 1905: Regierungsbezirk Allenstein) in der preußischen Provinz Ostpreußen gehörte. Zu dem Gutsbezirk gehörten neben der namensgebenden Oberförsterei Kullik die Wohnplätze Forsthaus Henriettental, Forsthaus Jegliak, Forsthaus Wiartel und Forsthaus Zimna (Stand: 1905).
Im Jahre 1910 zählte der Gutsbezirk Oberförsterei Kullik 39 Einwohner.
Am 30. September 1929 schloss sich Kullik mit mehreren benachbarten Forstgutsbezirken zum neuen „Gutsbezirk Johannisburger Heide, Anteil Kreis Johannisburg, Forst“ zusammen. Ob am 24. Mai 1930 eine Namensänderung von Kullik in „Grünheide“ erfolgte, ist nur unzureichend ausgewiesen. Nicht unmöglich scheint jedoch die Eingliederung in die benachbarte Landgemeinde Grünheide (polnisch Uściany Stare), die diesen Namen erst seit 1905 führte.
Als im Jahre 1945 in Kriegsfolge das gesamte südliche Ostpreußen nach Polen überstellt wurde, war auch Kullik davon betroffen. Heute ist der Ort eine Ortschaft im Verbund der Stadt- und Landgemeinde Pisz (Johannisburg) im Powiat Piski (Kreis Johannisburg), bis 1998 der Woiwodschaft Suwałki, seither der Woiwodschaft Ermland-Masuren zugehörig.

## Religionen
Bis 1945 war Kullik in die evangelische Kirche Johannisburg in der Kirchenprovinz Ostpreußen der Kirche der Altpreußischen Union sowie in die römisch-katholische Kirche in Johannisburg im Bistum Ermland eingepfarrt.
Heute gehört Kulik katholischerseits zur Pfarrkirche in Wiartel (deutsch Wiartel) im Bistum Ełk der römisch-katholischen Kirche in Polen. Die evangelischen Einwohner halten sich zur Kirchengemeinde in Pisz in der Diözese Masuren der Evangelisch-Augsburgischen Kirche in Polen.

## Verkehr
Kulik liegt an einer Nebenstraße, die von Ruciane-Nida (Rudszanny-, 1938 bis 1945 Niedersee-Nieden) über Wiartel bis nach Pogobie Tylne (Hinter Pogobien, 1933 bis 1945 Hirschwalde) führt. 